# Euchromius bella
Euchromius bella — вид лускокрилих комах родини вогнівок-трав'янок (Crambidae).

## Поширення
Вид поширений в Центральній та Південній Європі і в Туреччині. Присутній у фауні України.

## Опис
Розмах крил до 17 мм.